# Sulzbach (Hofheim in Unterfranken)
 Sulzbach  (ⓘ) ist ein Gemeindeteil der Stadt Hofheim in Unterfranken im Landkreis Haßberge in Bayern.

## Geographie und Verkehrsanbindung
Das Dorf Sulzbach liegt nordöstlich der Kernstadt Hofheim in Unterfranken. Durch den Ort fließt die Ermetz, die am südlichen Ortsrand in die Baunach, einen rechten Nebenfluss des Mains, mündet. Südlich des Ortes verläuft die Straße HAS 40 und weiter im Süden die Bundesstraße 303.

## Geschichte
Der Ort bestand ursprünglich aus Ober-, Mittel- und Untersulzbach. Als Erstes wurde Mittelsulzbach 1105 urkundlich erwähnt.
Das heutige Sulzbach soll am Platz des früheren Untersulzbach errichtet worden sein.
Im Zuge der Gebietsreform in Bayern wurde Sulzbach am 1. Januar 1974 in die Stadt Hofheim eingegliedert.

## Baudenkmäler
In der Liste der Baudenkmäler in Hofheim in Unterfranken ist für Sulzbach ein Dreiseithof als Baudenkmal aufgeführt.